# Јулија Хартинг
Јулија Хартинг рођ. Фишер (Берлин, 1. април 1990) је немачка бацачица диска, сребрена медаља са Европског првенства 2016., двоструги учесник Летњих олимпијских игара 2012. и 2016., двострука првакиња Немачке 2015. и 2017. године. Чланица је АК Шарлотенберг из Шарлотенберга. По занимању је полицајац.

## Спортска биографија
На међународној сцени дебитовала је 2007. освајањем Светском првенству за млађе јуниоре У-18 у Острави. Следеће године била је је друга на Светском јуниорском првенству у Бидгошчу. У 2011. години освојила је Европско првенство младих у Острави.
У септембру 2016. удала се за колегу бацача диска из репрезентације Немачке Роберта Хартинга и узела његово презиме.

## Значајнији резултати
| Година               | Такмичење               | Домаћин                      | Пласман              | Резултат             | Белешка              |
| Представљала Немачку | Представљала Немачку    | Представљала Немачку         | Представљала Немачку | Представљала Немачку | Представљала Немачку |
| -------------------- | ----------------------- | ---------------------------- | -------------------- | -------------------- | -------------------- |
| 2007.                | Светско првенство У-18  | Острава, Чешка               |                      | 51,39                | ЛР                   |
| 2008.                | Светско првенство У-20  | Бидгошч, Пољска              |                      | 54,69 м              |                      |
| 2011.                | Европско првенство У-23 | Острава, Чешка               |                      | 59,60,               | ЛР ,                 |
| 2012.                | Европско првенство      | Хелсинки, Финска             | 5.                   | 62,10                | []                   |
| 2012.                | Олимпијске игре         | Лондон, Уједињено Краљевство | 20.                  | 60,23 м              |                      |
| 2013.                | Светско првенство       | Москва, Русија               | 13.                  | 60,09 м              |                      |
| 2014.                | Европско првенство      | Цирих, Швајцарска            | 5.                   | 62,10                |                      |
| 2015.                | Светско првенство       | Пекинг, Кина                 | 5.                   | 63,88 м              |                      |
| 2016                 | Европско првенство      | Амстердам, Холандија         |                      | 65,77                |                      |
| 2016                 | Олимпијске игре         | Рио де Жанеиро, Бразил       | 9.                   | 62,67 м              |                      |